# أنيمل كروسينغ
أنيمل كروسينغ (بالإنجليزية: Animal Crossing)‏ ( معروفة أيضا باسم أنيمل فورست ) هي سلسلة ألعاب فيديو محاكاة اجتماعية تم تطويرها ونشرها بواسطة نينتندو وأنشئت بواسطة كاتسويا إغوتشي وهيساشي نوغامي. في لعبة أنيمل كروسينغ، شخصية اللاعب هي إنسان يعيش في قرية يسكنها العديد من الحيوانات المجسمة، ويقوم بأنشطة مختلفة مثل صيد الأسماك، وصيد الحشرات، وصيد الحفريات. تتميز السلسلة بلعبها المفتوح والاستخدام المكثف للساعة الداخلية والتقويم الداخلي لوحدة التحكم في ألعاب الفيديو لمحاكاة مرور الوقت الحقيقي.
منذ إصدارها الأولي في عام 2001، تم إصدار خمس ألعاب أنيمل كروسينغ في جميع أنحاء العالم، واحدة لكل من نينتندو 64 / آي كوي بلاير (تم تحسينها وإعادة إصدارها من أجل نينتندو غيم كيوب) ونينتندو دي أس ووي ونينتندو 3دي أس ونينتندو سويتش. حققت السلسلة نجاحًا نقديًا وتجاريًا على حد سواء وباعت أكثر من 60 مليون وحدة في جميع أنحاء العالم. كما تم إطلاق ثلاث ألعاب عرضية: أنيمل كروسينغ: هابي هوم ديزاينر لنينتندو 3دي أس، وأنيمل كروسينغ: أميبو فيستفال للوي يو، وأنيمل كروسينغ: بوكيت كامب للأجهزة المحمولة.

## الألعاب
- أنيمل كروسينغ (2001، نينتندو 64 (نينتندو غيم كيوب))
- أنيمل كروسينغ: وايلد ورلد (2005، نينتندو دي أس)
- أنيمل كروسينغ: لتس غو تو ذا سيتي (2008، وي)
- أنيمل كروسينغ: نيو ليف (2012، نينتندو 3دي أس)
- أنيمل كروسينغ: هابي هوم ديزاينر (2015، نينتندو 3دي أس)
- أنيمل كروسينغ: أميبو فيستفال (2015، وي يو)
- أنيمل كروسينغ: بوكيت كامب (2017، آي أو إس وأندرويد)
- أنيمل كروسينغ: نيو هورايزنس (2020، نينتندو سويتش)

## شعبية السلسلة
حصلت اللعبة على رد إيجابي في جميع انحاء العالم، باعت السلسلة في الإجمال بجميع العابها 16,49 مليون نسخة حول العالم، واصدر فيلم مقتبس من اللعبة بعنوان العالم البري ( Wild World ) و حصل الفيلم على 19,2 مليون في شباك التذاكر .